# 1. Liga (Tschechoslowakei) 1964/65
Die Spielzeit 1964/65 der 1. Liga  war die 22. reguläre Austragung der höchsten Eishockeyspielklasse der Tschechoslowakei. Mit 51 Punkten nach der Finalrunde setzte sich ZKL Brno durch. Für die Mannschaft war es ihr insgesamt zehnter tschechoslowakischer Meistertitel.

## Modus
Wie in der Vorsaison nahmen zwölf Mannschaften am Spielbetrieb der 1. Liga teil, die die Hauptrunde in einer gemeinsamen Gruppe bestritten. Nach Durchführung von Hin- und Rückspiel betrug die Gesamtanzahl der Spiele pro Mannschaft 22 Spiele. Anschließend spielten die ersten sechs Mannschaften den Meister aus, und die restlichen sechs Mannschaften spielten um den Klassenerhalt. Meister wurde der Gewinner der Finalrunde. Die beiden letztplatzierten Mannschaften der Abstiegsrunde stiegen direkt in die 2. Liga ab, die Mannschaften auf den Plätzen neun und zehn mussten anschließend zusammen mit den Gewinnern der vier Gruppen der 2. Liga die beiden Mannschaften ausspielen, die in der folgenden Spielzeit in der 1. Liga antreten durften. Sowohl Final- als auch Abstiegsrunde fanden in Hin- und Rückspiel statt, so dass jede Mannschaft noch einmal zehn Spiele bestritt. Die Punkte aus der Hauptrunde wurden in beiden Gruppen übernommen.

## Hauptrunde
| Pl. | Team                    | Sp. | S  | U | N  | Torv.   | Pkt. |
| --- | ----------------------- | --- | -- | - | -- | ------- | ---- |
| 1.  | ZKL Brno                | 22  | 18 | 1 | 3  | 126:46  | 37   |
| 2.  | Spartak ČKD Prag        | 22  | 16 | 2 | 4  | 123:72  | 34   |
| 3.  | Slovan CHZJD Bratislava | 22  | 16 | 1 | 5  | 117:84  | 33   |
| 4.  | Dukla Jihlava           | 22  | 14 | 1 | 7  | 111:54  | 29   |
| 5.  | TJ SONP Kladno          | 22  | 11 | 1 | 10 | 96:113  | 23   |
| 6.  | Tesla Pardubice         | 22  | 10 | 2 | 10 | 111:107 | 22   |
| 7.  | TJ Gottwaldov           | 22  | 9  | 2 | 11 | 75:92   | 20   |
| 8.  | TJ Spartak LZ Plzeň     | 22  | 9  | 0 | 13 | 65:97   | 18   |
| 9.  | CHZ Litvínov            | 22  | 5  | 5 | 12 | 73:105  | 15   |
| 10. | VŽKG Ostrava            | 22  | 6  | 1 | 15 | 68:93   | 13   |
| 11. | Dukla Košice            | 22  | 4  | 2 | 16 | 66:113  | 10   |
| 12. | Motorlet Prag           | 22  | 4  | 2 | 16 | 60:128  | 10   |

## Finalrunde
| Pl. | Team                    | Sp. | S  | U | N  | Torv.   | Pkt. |
| --- | ----------------------- | --- | -- | - | -- | ------- | ---- |
| 1.  | ZKL Brno                | 32  | 24 | 3 | 5  | 175:85  | 51   |
| 2.  | Slovan CHZJD Bratislava | 32  | 21 | 2 | 9  | 164:113 | 44   |
| 3.  | Spartak ČKD Prag        | 32  | 20 | 3 | 9  | 162:115 | 43   |
| 4.  | Dukla Jihlava           | 32  | 19 | 2 | 11 | 155:93  | 40   |
| 5.  | Tesla Pardubice         | 32  | 15 | 3 | 14 | 159:153 | 33   |
| 6.  | TJ SONP Kladno          | 32  | 13 | 1 | 18 | 133:171 | 27   |

Bester Torschütze der Liga wurde Zdeněk Špaček von Tesla Pardubice, der in den 32 Spielen seiner Mannschaft 33 Tore erzielte.

### Meistermannschaft von ZKL Brno
| Torhüter      | Vladimír Nadrchal, Karel Ševčík |
| Abwehrspieler | Rudolf Potsch, Ladislav Olejník, František Mašláň, Jaromír Meixner |
| Stürmer       | Vlastimil Bubník, Václav Pantůček, Bronislav Danda, František Ševčík, Zdenék Kepák, Jaroslav Jiřík, Rudolf Scheuer, František Vaněk, Josef Černý, Ivo Winkler, Karel Skopal, Vladimír Šubrt, Josef Barta |
| Trainer       | Vladimír Bouzek |

## Abstiegsrunde
| Pl. | Team                | Sp. | S  | U | N  | Torv.   | Pkt. |
| --- | ------------------- | --- | -- | - | -- | ------- | ---- |
| 7.  | Dukla Košice        | 32  | 11 | 5 | 16 | 112:138 | 27   |
| 8.  | CHZ Litvínov        | 32  | 10 | 7 | 15 | 112:130 | 27   |
| 9.  | TJ Gottwaldov       | 32  | 11 | 5 | 16 | 113:142 | 27   |
| 10. | TJ Spartak LZ Plzeň | 32  | 13 | 0 | 19 | 100:135 | 26   |
| 11. | VŽKG Ostrava        | 32  | 11 | 4 | 17 | 112:131 | 26   |
| 12. | Motorlet Prag       | 32  | 5  | 3 | 24 | 93:184  | 13   |

## 1. Liga-Qualifikation
Die Gewinner der vier Zweitligagruppen spielten in Hin- und Rückspiel zusammen mit dem Dritt- und Viertletzten der 1. Liga um die Teilnahme an dieser in der folgenden Spielzeit. Dabei erreichten die beiden 1. Liga-Teams TJ Gottwaldov und TJ Spartak LZ Plzeň den Klassenerhalt, während die anderen vier Mannschaften in der 2. Liga bleiben mussten.
| Platz | Team                 | Punkte |
| ----- | -------------------- | ------ |
| 1.    | TJ Gottwaldov        | 15     |
| 2.    | TJ Spartak LZ Plzeň  | 13     |
| 3.    | VTŽ Chomutov         | 8      |
| 4.    | VTJ Dukla Litoměřice | 6      |
| 5.    | Slezan Opava         | 6      |
| 6.    | Jednota Žilina       | 0      |